# Визинга
Ви́зинга (коми Визин) — село в России, на юго-западе Республики Коми, административный центр Сысольского района и сельского поселения Визинга.

## География
Село расположено в 76 км к юго-западу от республиканского центра Сыктывкара на реке Большая Визинга в 10 километрах от её впадения в Сысолу (бассейн Северной Двины).

## История
Впервые погост Визинга с двумя деревянными церквами и тремя дворами церковнослужителей упомянут в 1585 году.
По мнению А. И. Туркина, название села происходит от коми «вись», «ысь» — «металл» и «ин» — «место». Таким образом, Визин - «место, где имеется металл». В окрестностях Визинги в XVIII—XIX веках добывали железную руду для Нювчимского чугунолитейного завода. Всего из Визинги на этот завод ушёл почти миллион пудов железной руды.

### XVI век — XIX век
Первое упоминание погоста на месте современного села относится к 1585 году. 
На погосте имелись две деревянные церкви — «Афанасия Александрийского чудотворца» и «Страстотерпца Христова Георгия».
По соседству с погостом располагались деревни Межатыла, Другая Межатыла, Бенгав, Иб, Дементьевская, Иб Большой, Аксеновская, Модоробка или Кузьмино (позднее — Модарыб), Другая Аксеновская, Новинка, Под Сосной (позднее — Сорд), Кычаныб, Большой Кычаныб (позднее - Кычаныб Гора), Матково, Лычем, Инпон, Меньшая и  Большая Койтла.
В этих селениях насчитывалось 65 крестьянских дворов, 4 из них были пусты. Отмечены только 2 фамилии — Пахов и Кознецов, остальные жители названы только по именам и отчествам.
В 1608  году в погосте было 4 церковных и 85 крестьянских дворов. В источнике указаны фамилии Кашан, Попов, Тебеньков, Лихачков, Беляев. 
Население занималось земледелием, скотоводством, портняжничеством, валянием обуви и охотой на боровую дичь и пушных зверей.
К 1646  году в Визинге и окрестных селениях имелся 91 двор. 
Появились новые фамилии: Худяков, Поздеев, Дьячков, Бессонов, Бучев. 19 дворов были пусты, их обитатели переселились на Вятку, Каму и в Сибирь.
В 1678 году  в погосте и деревне  насчитывалось 80 дворов; 10 стояли пусты, их обитатели
умерли. К 1707  году большинство деревень слилось с погостом, осталась лишь деревня Сосновская(Сорд).
В 1707—1719 гг. появились новые деревни: Тебеньковых, Верхний Конец, Нижний Конец,
Волпин, Вурдычева, Грезд Цыпановых, Дикоева Гора, Енъя Иб, Звенигород Гора, Большой Кольёль,  Носковых, Колегова Гора, Коршунова Гора, Леутова Гора, Раевская Гора, Филина Гора, Черанева Гора. Жители носили фамилии Цыпанов, Носков, Морозов, Рочев, Леутов, Митюшев, Дикоев, Карманов, Ляшев, Колегов, Майбуров и др.
В XVI-XVII веках через Сысольскую волость проходила Большая сибирская дорога. В феврале 1725 года из Санкт-Петербурга через Визингу и Пыелдино проехала Первая камчатская экспедиция, которую возглавлял капитан первого ранга Витус Беринг. В селе Пыелдино была ямская станция, где проезжие служилые люди меняли коней, отдыхали и парились в бане. Летом 1771 года через сысольские земли прошёл академический отряд адъюнкта Российской академии наук Ивана Лепехина. Маршрут небольшого отряда проходил от Кибры через Чукаиб и Визингу до Межадора, далее отряд плыл по Сысоле на лодках до Усть-Сысольска. В конце XIX века по Сысольской волости прошла экспедиция Кайзерлинга и Крузенштерна.
В 1824 году построена каменная церковь.
Согласно одним данным, училище в Визинге открылось в 1850 г. (НАРК. Ф. 180, оп. 1, д. 12; «В помощь учителю Коми АССР. Август 1962 г.»— Сыктывкар, 1962); по другому источнику, в 1851  году в Визингу из Межадора перевели действовавшее приходское училище, 
а в 1872   г. открылось земское училище («Начальное образование в Вологодской губернии».— Вологда, 1901, т. 1).
К 1885 году в Визинге появились также больница и лавка. 
В Верхнем Конце, Коршуновской, Кычанибской, Раевской, Сордской, Тебеньковской и Чераневской — часовни. В 1896 открылась библиотека.

### XIX век — XX век
- 20 февраля 1903 года в селе Визинга открылось почтовое отделение.
- В 1904 г. — женское училище, летом  1905 — детский приют.
- В 1902 г. здесь имелась земская больница на 15 кроватей.
- В 1916 г. в селе и прилегавших деревнях было 677 дворов, 3601 житель.
- В селе жил А. Е. Цыпанов (1859-1934) — мастер-самоучка по изготовлению гармоник и фисгармоний. В Визинге отбывал ссылку А. К. Гастев.
- В 1906   местные жители под руководством А. И. Митюшева выразили недовольство мерами правительства по повышению земского сбора, потребовали переизбрания старшины и сельского старосты, составили программу требований, пытались устроить митинг.
- Советская власть установлена в марте 1918 года. 1-я партячейка и комбед образованы 9 августа 1918. 1-я ячейка РКСМ — 1 ноября 1919. В годы гражданской войны Визинга на короткое время была под властью белых (ноябрь 1919).
- После образования Сысольского района (15 июля 1929) Визинга становится райцентром. 17 июля 1929 прошла 1-я Сысольская районная партконференция.
- В 1930 г. в районе Визинги построена первая сельская ГЭС в Коми автономной области.
- К 1930 году в селе имелись начальная и средняя школы, больницы, зубоврачебный кабинет, консультация женщин и детей, аптека, библиотека, кинопередвижка, заготовительный пункт госторга, лавка госспирта и др. учреждения.
- В 1930  в Визинге образована первая в Коми автономной области МТС.
- В 1934  открылся Визингский промкомбинат.
- В 1960  на базе колхозов в создан совхоз «Сысольский». В том же году построена первая в республике сельская АТС.

## Население
| 1939  | 1959  | 1970  | 1979  | 1989  | 1992  | 2000  |
| ----- | ----- | ----- | ----- | ----- | ----- | ----- |
| 1119  | ↗3565 | ↗4459 | ↗5572 | ↗7014 | ↗7472 | ↘7376 |
| 2002  | 2010  | 2021  |       |       |       |       |
| ↘7140 | ↘6810 | ↘6353 |       |       |       |       |

## Инфраструктура
- Детский сад № 1
- Детский сад № 8
- Детский сад № 9. Открытие нового здания в 2013 году[11]
- Детский сад № 10
- Средняя общеобразовательная школа
- Районный центр детского творчества "Исток"
- Детская школа искусств
- Детский образцовый ансамбль народной песни «Зарни войтва» (Золотая капель). Образован в 1996 году[12]
- Спортивная школа
- Сысольская центральная районная больница
- Центральная библиотека им. И. А. Куратова. Открыта в 1896 году[12]
- Сысольская централизованная клубная система
- Музей истории и культуры Сысольского района. Размещён на месте здания бывшей волостной управы.
- Кинотеатр «Мир»
- Универсальная спортивная площадка. Построена в 2014 году[11]
- Газета «Маяк Сысолы»[11]
- Лыжная база. Построена в 2011 году[11]

## Экономика
Основа экономики села — сельское хозяйство, а также заготовка и переработка древесины. Основные предприятия — леспромхоз, деревообрабатывающие заводы.
- Сысольский леспромхоз. Основан в 1929 году[13]
- Технологический комплекс для выращивания посадочного материала с закрытой корневой системой. Построен в 2011 году[11]

## Транспорт
Через село проходит участок «Киров—Сыктывкар» федеральной автодороги Р176 «Вятка». В Визинге от неё ответвляется боковая дорога Сыктывкар — Кудымкар на Койгородок. Строится Северный транспортный коридор: «Пермь—Кудымкар—Гайны—Койгородок—Визинга—Широкий Прилук—Котлас—Архангельск». Часть этого транспортного пути стала федеральным, получив номер А123, заканчивающаяся у села Куратово в 30 км от Визинги. Вторую часть артерии планируют передать в федеральную собственность.

## Русская православная церковь
Церковь Живоначальной Троицы

## Достопримечательности
- Визингский заказник - создан для охраны хариуса. Включает участок реки Малой Визинги от истоков до 60-го км от устья. Промысловый и любительский лов запрещен здесь в течение всего года.
- Народно-обрядовый праздник республиканского значения «Гажа Валяй»
- Памятник первому трактору, находящийся перед зданием Визингской средней школы
- Мемориал участникам ВОВ, умершим в мирное время. Открыт в 2006 году
- Стела молодоженов «Гнездо аиста». Открыта в 2012 году[11]